# IFA Shield 2013
El IFA Shield 2013 es la decimoséptima edición del torneo organizado por la Federación India de Fútbol, que se disputó en marzo. Participaron 8 clubes. 

#### Grupo A
| Equipo           | Pts | PJ | PG | PE | PP | GF | GC | Dif |
| ---------------- | --- | -- | -- | -- | -- | -- | -- | --- |
| East Bengal FC   | 9   | 3  | 3  | 0  | 0  | 5  | 1  | +4  |
| Prayag United SC | 3   | 2  | 1  | 0  | 1  | 5  | 2  | +3  |
| M. Sangsad KS    | 0   | 1  | 0  | 0  | 1  | 1  | 2  | -1  |
| Pailan Arrows    | 0   | 2  | 0  | 0  | 2  | 0  | 6  | -6  |

| 3 de marzo de 2013 | East Bengal FC | 1-0 | Pailan Arrows | Kanchenjunga Stadium, Siliguri |  |
|                    | Chidi 35'      |     |               |                                |  |

| 5 de marzo de 2013 | Prayag United SC                                                        | 5-0 | Pailan Arrows | Kanchenjunga Stadium, Siliguri |  |
|                    | Hernández 12' · Martins 28' (pen.), 65' (pen.) · Oraon 55' · Vicent 74' |     |               |                                |  |

| 6 de marzo de 2013 | East Bengal FC               | 2-1 | Muktijoddha Sangsad KS | Kanchenjunga Stadium, Siliguri |  |
|                    | Barisic · Singh 90+3' (pen.) |     |                        |                                |  |

| 8 de marzo de 2013 | Prayag United SC | 0-2 | East Bengal FC | Kanchenjunga Stadium, Siliguri |  |
|                    |                  |     | Chidi 51, 75'  |                                |  |

| 9 de marzo de 2013 | Pailan Arrows | vs. | Muktijoddha Sangsad KS | Kanchenjunga Stadium, Siliguri |  |

| 11 de marzo de 2013 | Prayag United SC | vs. | Muktijoddha Sangsad KS | Kanchenjunga Stadium, Siliguri |  |

#### Grupo B
| Equipo             | Pts | PJ | PG | PE | PP | GF | GC | Dif |
| ------------------ | --- | -- | -- | -- | -- | -- | -- | --- |
| Deportivo Saprissa | 7   | 3  | 2  | 1  | 0  | 4  | 1  | +3  |
| Mohun Bagan        | 6   | 3  | 2  | 0  | 1  | 8  | 2  | +6  |
| Pune FC            | 4   | 3  | 1  | 1  | 1  | 6  | 4  | +2  |
| Pailan Arrows      | 0   | 2  | 0  | 0  | 2  | 2  | 11 | -9  |

| 4 de marzo de 2013 | Deportivo Saprissa | 0-0 | Pune FC | Kalyani Stadium, Kalyani |  |

| 5 de marzo de 2013 | Mohun Bagan               | 5-1 | United Sikkim | Kalyani Stadium, Kalyani |  |
|                    | Odafe 30, 67, 86, 92, 95' |     | Nuruddin 71'  |                          |  |

| 7 de marzo de 2013 | Mohun Bagal FC             | 3-0 | Pune FC | Kalyani Stadium, Kalyani |  |
|                    | Sabeeth 4, 52' · Odafe 29' |     |         |                          |  |

| 12 de marzo de 2013 | Deportivo Saprissa                            | 3-1 | United Sikkim | Salt Lake Stadium, Calcuta |  |
|                     | Centeno 37' (pen.) · Chávez 80' · Montero 88' |     | 25' Aracil    |                            |  |

| 10 de marzo de 2013 | Mohun Bagal FC | 0-1 | Deportivo Saprissa | Kalyani Stadium, Kalyani |  |
|                     |                |     | 76' Centeno        |                          |  |

| 10 de marzo de 2013 | Pune FC                                                | 6-1 | United Sikkim | Salt Lake Stadium, Calcuta |  |
|                     | Karpeh 6' · Moga 26', 65', 75' · Ralte 47' · Singh 87' |     | 23' Aracil    |                            |  |

### Semifinales
| 17 de marzo de 2013 | East Bengal FC | vs. | Mohum Bagan | ¿?, ¿? |  |

| 15 de marzo de 2013 | Saprissa | vs. | Prayag United |  |  |

### Tabla de Goleo
Goles Anotados.

| Odafe Onyeka Okolie             | Mohun Bagal FC   | 6 |
| Chinadorai Sabeeth              | Mohun Bagal      | 2 |
| Walter Centeno                  | Saprissa         | 2 |
| Pablo Aracil                    | United Sikkim FC | 2 |
| Kayne Vincent                   | Prayag United    | 2 |
| Carlos Hernández                | Prayag United    | 1 |
| Shanker Oraon                   | Prayag United    | 1 |
| Chidi Edeh                      | East Bengal      | 1 |
| Actualizada: 8 de marzo de 2013 |                  |   |